# Cnesmone javanica
Cnesmone javanica är en törelväxtart som beskrevs av Carl Ludwig von Blume. Cnesmone javanica ingår i släktet Cnesmone och familjen törelväxter.

## Underarter
Arten delas in i följande underarter:
- C. j. glabriuscula
- C. j. javanica